# Thiézac
Thiézac est une commune française située dans le département du Cantal, en région Auvergne-Rhône-Alpes.

## Géographie
La commune de Thiézac, traversée par le 45e parallèle nord, est de ce fait située à égale distance du pôle Nord et de l'équateur terrestre (environ 5 000 km).
 

### Communes limitrophes
|                           | Mandailles-Saint-Julien | Saint-Jacques-des-Blats |
| Saint-Cirgues-de-Jordanne | Thiézac                 |                         |
| Lascelle                  | Vic-sur-Cère            | Saint-Clément           |

### Climat
Pour des articles plus généraux, voir Climat d'Auvergne-Rhône-Alpes et Climat du Cantal.
En 2010, le climat de la commune est de type climat de montagne, selon une étude du CNRS s'appuyant sur une série de données couvrant la période 1971-2000. En 2020, Météo-France publie une typologie des climats de la France métropolitaine dans laquelle la commune est exposée à un climat de montagne ou de marges de montagne et est dans la région climatique  Ouest et nord-ouest du Massif Central, caractérisée par une pluviométrie annuelle de 900 à 1 500 mm, maximale en automne et en hiver. 
Pour la période 1971-2000, la température annuelle moyenne est de 9,2 °C, avec une amplitude thermique annuelle de 15,2 °C. Le cumul annuel moyen de précipitations est de 1 722 mm, avec 13,9 jours de précipitations en janvier et 9,1 jours en juillet. Pour la période 1991-2020, la température moyenne annuelle observée sur la station météorologique de Météo-France la plus proche, sur la commune de Marmanhac à 14 km à vol d'oiseau, est de 10,6 °C et le cumul annuel moyen de précipitations est de 1 461,7 mm,. Pour l'avenir, les paramètres climatiques de la commune estimés pour 2050 selon différents scénarios d'émission de gaz à effet de serre sont consultables sur un site dédié publié par Météo-France en novembre 2022.

## Urbanisme

### Typologie
Au 1er janvier 2024, Thiézac est catégorisée commune rurale à habitat dispersé, selon la nouvelle grille communale de densité à 7 niveaux définie par l'Insee en 2022.
Elle est située hors unité urbaine. Par ailleurs la commune fait partie de l'aire d'attraction d'Aurillac, dont elle est une commune de la couronne,. Cette aire, qui regroupe 85 communes, est catégorisée dans les aires de 50 000 à moins de 200 000 habitants,.

### Occupation des sols
L'occupation des sols de la commune, telle qu'elle ressort de la base de données européenne d’occupation biophysique des sols Corine Land Cover (CLC), est marquée par l'importance des forêts et milieux semi-naturels (53,9 % en 2018), une proportion sensiblement équivalente à celle de 1990 (53,8 %). La répartition détaillée en 2018 est la suivante : 
prairies (43,4 %), forêts (37,7 %), milieux à végétation arbustive et/ou herbacée (16,2 %), zones agricoles hétérogènes (1,5 %), zones urbanisées (1,2 %). L'évolution de l’occupation des sols de la commune et de ses infrastructures peut être observée sur les différentes représentations cartographiques du territoire : la carte de Cassini (XVIIIe siècle), la carte d'état-major (1820-1866) et les cartes ou photos aériennes de l'IGN pour la période actuelle (1950 à aujourd'hui).

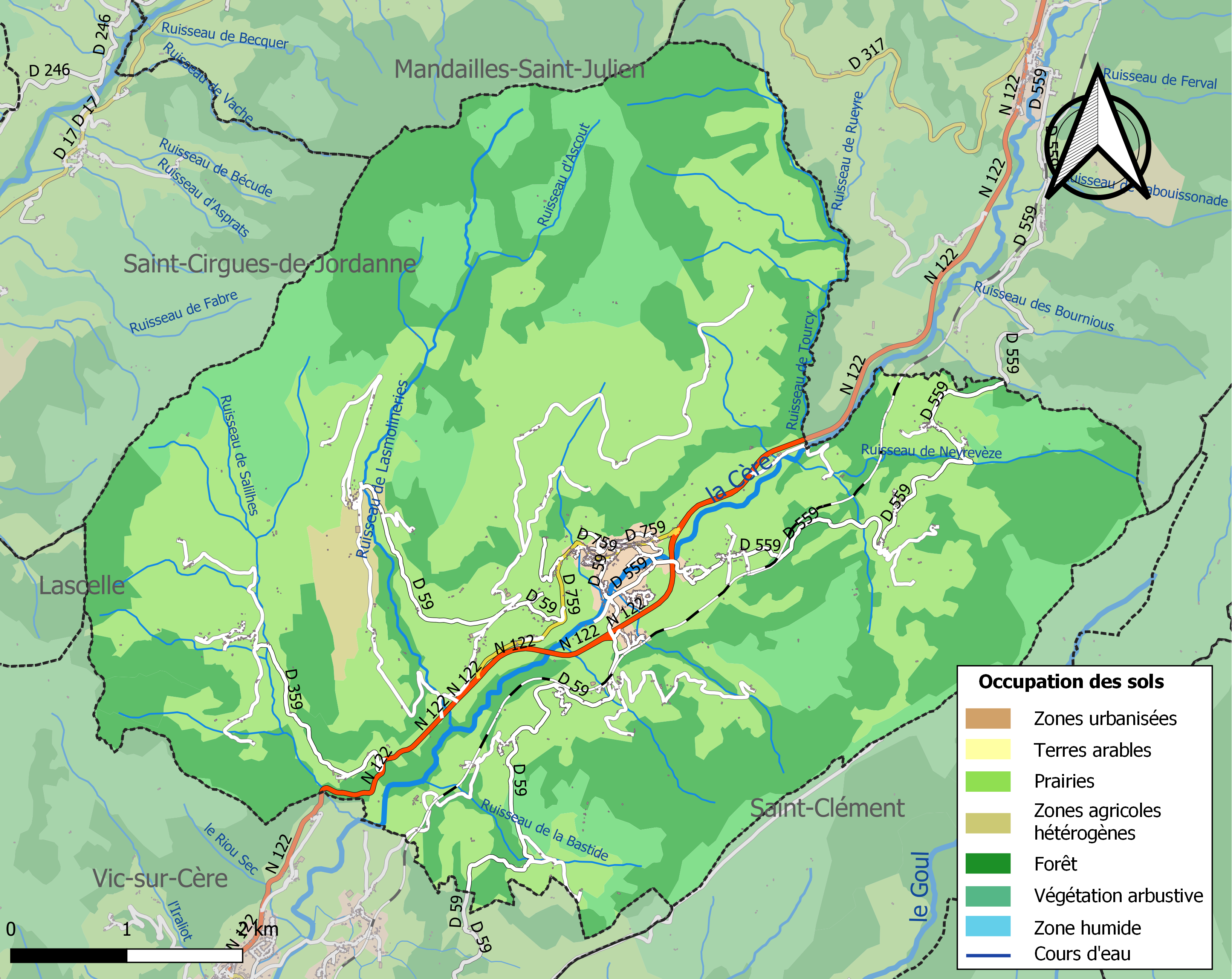
Carte des infrastructures et de l'occupation des sols de la commune en 2018 (CLC).

### Habitat et logement
En 2018, le nombre total de logements dans la commune était de 562, alors qu'il était de 547 en 2013 et de 535 en 2008.
Parmi ces logements, 53,3 % étaient des résidences principales, 36,8 % des résidences secondaires et 9,9 % des logements vacants. Ces logements étaient pour 90,6 % d'entre eux des maisons individuelles et pour 8,7 % des appartements.
Le tableau ci-dessous présente la typologie des logements à Thiézac en 2018 en comparaison avec celle du Cantal et de la France entière. Une caractéristique marquante du parc de logements est ainsi une proportion de résidences secondaires et logements occasionnels (36,8 %) supérieure à celle du département (20,4 %) et à celle de la France entière (9,7 %). Concernant le statut d'occupation de ces logements, 80,3 % des habitants de la commune sont propriétaires de leur logement (79,4 % en 2013), contre 70,4 % pour le Cantal et 57,5 pour la France entière.
| Typologie                                               | Thiézac | Cantal | France entière |
| ------------------------------------------------------- | ------- | ------ | -------------- |
| Résidences principales (en %)                           | 53,3    | 67,7   | 82,1           |
| Résidences secondaires et logements occasionnels (en %) | 36,8    | 20,4   | 9,7            |
| Logements vacants (en %)                                | 9,9     | 11,9   | 8,2            |

## Toponymie
L'étymologie du toponyme Thiézac a une origine gauloise. Le toponyme est formé du suffixe -ako (« propriété ») qui a évolué en latin -acum et en -ac dans la langue d'oc, et de Tediasus, nom propre d'origine germanique. Thiézac désigne la « propriété de Tediasus » ou le « domaine de Tediasus ».

## Politique et administration
| Période                                  | Période    | Identité          | Étiquette | Qualité  |
| ---------------------------------------- | ---------- | ----------------- | --------- | -------- |
| Les données manquantes sont à compléter. |            |                   |           |          |
| avril 2003                               | avril 2014 | Guillaume Laybros | PCF       |          |
| avril 2014                               | mai 2020   | Jean-Pierre Fel   | DVG       | Retraité |
| mai 2020                                 | En cours   | Philippe Mourgues |           |          |

## Population et société

### Démographie
L'évolution du nombre d'habitants est connue à travers les recensements de la population effectués dans la commune depuis 1793. Pour les communes de moins de 10 000 habitants, une enquête de recensement portant sur toute la population est réalisée tous les cinq ans, les populations de référence des années intermédiaires étant quant à elles estimées par interpolation ou extrapolation. Pour la commune, le premier recensement exhaustif entrant dans le cadre du nouveau dispositif a été réalisé en 2005.

En 2022, la commune comptait 596 habitants, en évolution de −1,65 % par rapport à 2016 (Cantal : −1,08 %, France hors Mayotte : +2,11 %).
| 1793  | 1800  | 1806  | 1821  | 1831  | 1836  | 1841  | 1846  | 1851  |
| ----- | ----- | ----- | ----- | ----- | ----- | ----- | ----- | ----- |
| 2 047 | 1 555 | 2 067 | 2 049 | 2 058 | 2 007 | 2 016 | 1 920 | 1 992 |

| 1856  | 1861  | 1866  | 1872  | 1876  | 1881  | 1886  | 1891  | 1896  |
| ----- | ----- | ----- | ----- | ----- | ----- | ----- | ----- | ----- |
| 1 914 | 1 829 | 1 980 | 1 730 | 1 820 | 1 705 | 1 700 | 1 580 | 1 650 |

| 1901  | 1906  | 1911  | 1921  | 1926  | 1931  | 1936  | 1946  | 1954  |
| ----- | ----- | ----- | ----- | ----- | ----- | ----- | ----- | ----- |
| 1 526 | 1 405 | 1 371 | 1 419 | 1 433 | 1 473 | 1 404 | 1 212 | 1 086 |

| 1962  | 1968  | 1975 | 1982 | 1990 | 1999 | 2005 | 2006 | 2010 |
| ----- | ----- | ---- | ---- | ---- | ---- | ---- | ---- | ---- |
| 1 073 | 1 010 | 789  | 742  | 693  | 614  | 600  | 602  | 612  |

| 2015 | 2020 | 2022 | - | - | - | - | - | - |
| ---- | ---- | ---- | - | - | - | - | - | - |
| 605  | 602  | 596  | - | - | - | - | - | - |

### Promenades, excursions
- GR 400 - Tour de la haute vallée de la Cère par les chemins de crêtes ;
- Agritourisme. La commune compte 25 exploitations agricoles[17]. Les touristes peuvent par exemple assister à la traite à la Ferme de la Molède[18].
- Puy de l'Élancèze (alt. 1 584 m), accès par Langat, à Thiézac.

## Culture locale et patrimoine

### Lieux et monuments

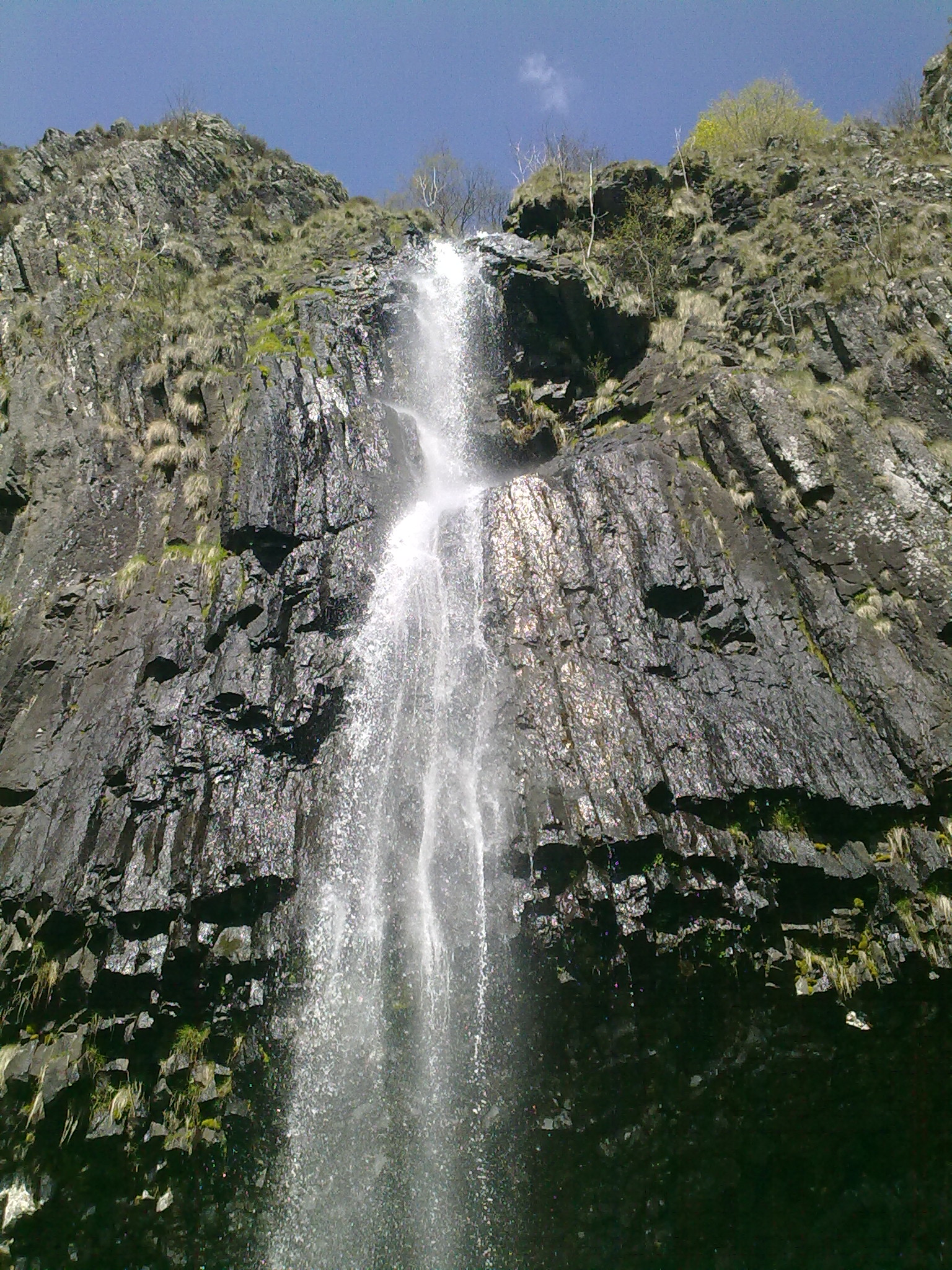
La cascade de Faillitoux.

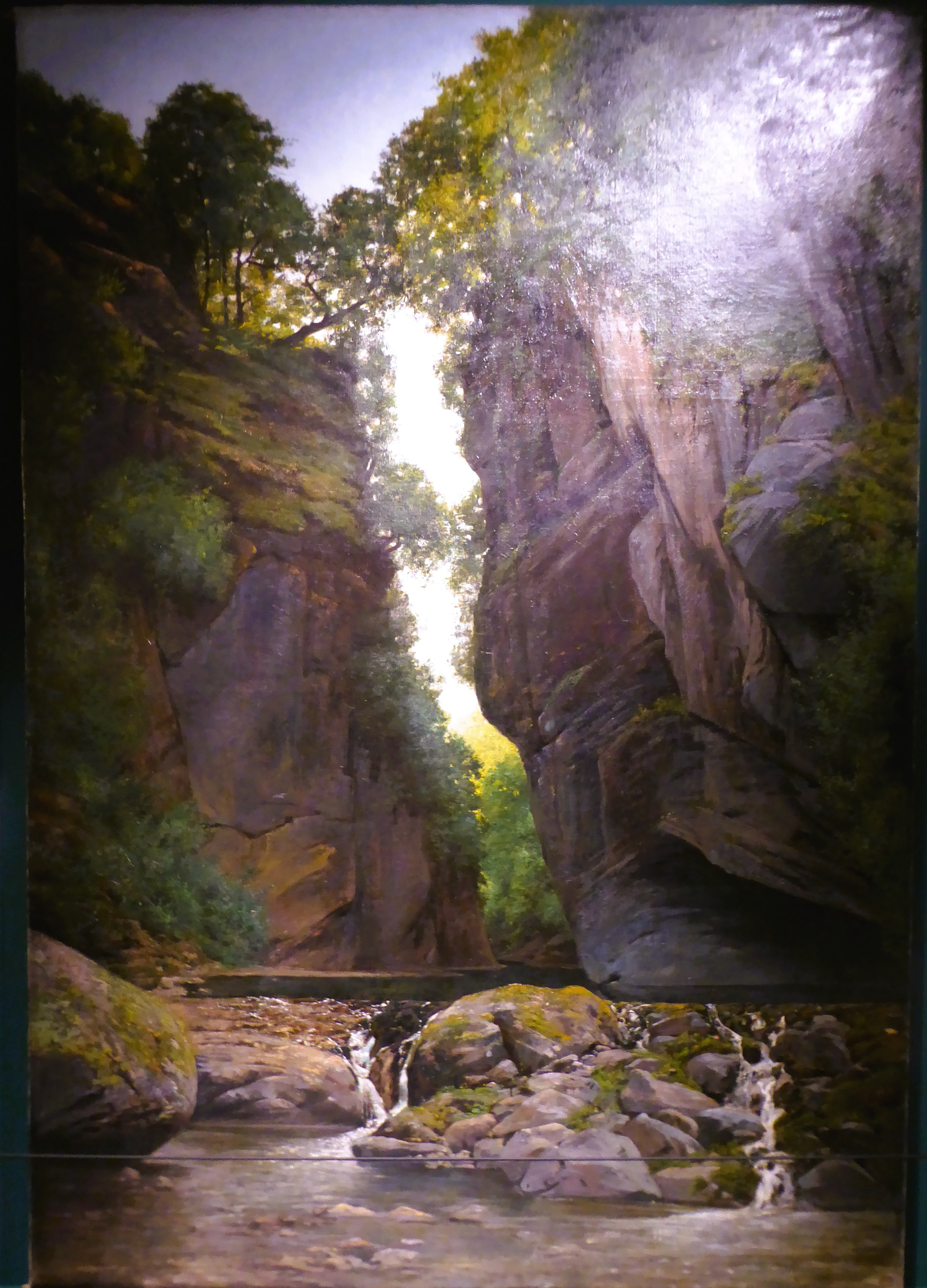
Le Pas-de-la-Cère de Jean-Alfred Desbrosses, Salon de 1888, musée des Beaux-Arts de Chartres.

- Chaos de Casteltinet[Note 3] : éboulements de gros volumes de brèches qui se sont produits lors de la disparition d'un glacier il y a 12 000 ans, par suite de phénomènes de décompression sur les bords de la vallée glaciaire et d'infiltration d'eau à partir des plateaux libérés en premier, formant des failles listriques qui ont déstabilisé la falaise. La partie haute de la falaise qui surplombe ce chaos est constituée de colonnes prismatiques correspondant à une ancienne coulée trachy-andésitique qui surmonte des coulées de boue et de débris (empilement de lahars avec bois carbonisé) interstratifiés avec des coulées de laves, elles-mêmes surmontant des formations cendro-ponceuses. La brèche, ainsi décollée, prend des formes fantasmagoriques d'aiguilles, de pyramides. Ainsi la « porte du lion » est une arche constituée de ces débris et qui évoque cet animal[19].
- Col d'Aisses (alt. 1 348 m)
- Église Saint-Martin
- Chapelle de la Consolation
- Cascade de Faillitoux, accessible depuis le hameau de la Bartassière, ou via le col de Lagat en suivant le GR 400 qui traverse également le précédent hameau. La cascade est alimentée par le ruisseau de Lasmolineries qui prend sa source sur le versant sud de l'Élancèze et se jette dans la Cère.
- Cascade de Malbec
- Cascade le la Roucole
- Muret, site d'une ancienne châtellenie relevant du vicomte de Carlat, qui comprenait toute la haute vallée de la Cère depuis Vic-sur-Cère jusqu'au Lioran, avec Saint-Jacques-des-Blats. Elle appartenait en 1414 à Aymard de Tournemire qui fut condamné par le Parlement à la peine capitale, à la confiscation de ses biens et à la destruction de son château.
- Village de Niervèze : hameau situé à 1 070 m d'altitude, dont la restauration et la sauvegarde a été assurée par l'association « Niervèze, Hameau d'hier et d'aujourd'hui » depuis les années 1980. Les maisons sont construites autour du « couderc », place où se trouvent le four à pain (four banal datant de 1775, avec sa toiture en lauzes de phonolites), la fontaine, le travail (métier à ferrer), l'abreuvoir... Ces maisons des XVIIe et XVIIIe siècles regroupent, sous un même toit de chaume de paille de seigle, l'habitation, l'étable et la grange. La chaumière de Granier, ferme-bloc traditionnelle[Note 4] en face du puy Griou, abrite un espace muséographique qui présente la vie dans un village cantalien de montagne dans les cent dernières années (site du parc naturel régional des Volcans d'Auvergne).
- Pas de Cère, gorges de la Cère.
- Pas de Compaing, gorges de la Cère.

### Personnalités liées à la commune
- Anne d'Autriche serait venue prier à la chapelle Notre-Dame-de-Consolation pour avoir un fils, le futur Louis XIV, vœu exaucé. Depuis, la chapelle est devenue un lieu de pèlerinage.
- Jean Civiale, médecin né en 1792 à Thiézac.
- Cécile d'Artis, dernière dame de Thiézac, avait épousé l'ingénieur Armand Samuel de Marescot.
- Life and letters of Peter et Susan Lesley, de Mary Lesley-Ames, 1909, mentionne Thiézac et la beauté de ses paysages[20].